# Atilla Taş
Atilla Taş (Ceyhan, 4 febbraio 1975) è un cantante e attore turco.

## Biografia
Ha pubblicato il suo primo album Kırmızılım nel 1998.
Nell'ottobre 2012 ha pubblicato una cover di Gangnam Style chiamata Yam Yam Style (Stile cannibale).
Nel marzo 2015 è stato arrestato dalle autorità turche per aver criticato sul social network Twitter per presunte offese al primo ministro turco Ahmet Davutoğlu, leader del partito islamico-conservatore AKP.

## Album
- Kırmızılım - 15 Ekim 1998 (Erol Köse Prodüksiyon)
- Atilla Taş - 1999 (Erol Köse Prodüksiyon)
- Emmilenyum - 25 Şubat 2000 (Erol Köse Prodüksiyon)
- Pembeli - 12 Mayıs 2001 (Erol Köse Prodüksiyon)
- Kınalı Kuzum - 2004 (Erol Köse Prodüksiyon)
- Bir Atilla Taş Albümü - Mayıs 2007 (Seyhan Müzik)
- Çikolata - Mayıs 2009 (Seyhan Müzik)
- Yam Yam Style - Ekim 2012 (Erol Köse Prodüksiyon)
- Hırsız - Ocak 2015

## Filmografia

### Cinema
- Karisik Kaset, regia di Tunç Sahin (2014)

### Televisione
- Zilyoner - Serie TV, un episodio (2013)